# Xã Shotley, Quận Beltrami, Minnesota
Xã Shotley (tiếng Anh: Shotley Township) là một xã thuộc quận Beltrami, tiểu bang Minnesota, Hoa Kỳ. Năm 2010, dân số của xã này là 35 người.